# Jam Session la Electrecord cu Friedrich Gulda
Jam Session la Electrecord cu Friedrich Gulda este cel de-al cincilea disc din Seria Jazz, colecție editată în România de casa de discuri Electrecord. A fost înregistrat în 1967 și cuprinde o amplă improvizație de blues executată de câțiva muzicieni români de jazz împreună cu pianistul invitat Friedrich Gulda, alături de câteva alte piese interpretate de Cvartetul Modern, format doar din muzicieni români.

## Lista pistelor
Fața întâi conține doar prima pistă, iar celelalte patru piste apar pe fața a doua. În paranteze sunt trecute numele compozitorilor.
1. Blues (Friedrich Gulda)
2. There's No Denyin' (Charlie Mariano)
3. Walkin' Shoes (Gerry Mulligan)
4. Pe deal pe la Cornățel (aranjament de Richard Oschanitzky)
5. C-Jam Blues (Duke Ellington)

## Personal
- Friedrich Gulda – pian (1)
- Alexandru Avramovici – chitară (1)
- Dan Mîndrilă – saxofon tenor (1)
- Richard Oschanitzky – pian (2–5)
- Alexandru Imre – saxofon alto (2, 4), saxofon bariton (3), clarinet (5)
- Johnny Răducanu – contrabas (1–5)
- Bob Iosifescu – baterie (1–5)

Muzicienii prezenți pe fața a doua a discului sunt reuniți sub titulatura Cvartetul Modern.

### Echipa tehnică
- Theodor Negrescu – inginer de sunet
- Iosif Hastreiter – producător